# توبياس هيشت
توبياس هيشت (بالإنجليزية: Tobias Hecht)‏ هو عالم إنسان أمريكي، ولد في 18 فبراير 1964.